# Internationaler Carl-Bechstein-Klavierwettbewerb-Ruhr
Der Internationale Carl-Bechstein-Klavierwettbewerb-Ruhr wurde 2006 erstmals ausgetragen und sollte in einem vierjährlichen Turnus stattfinden. Er wurde nach dem deutschen Klavierbauer Carl Bechstein benannt.
Preisträger des ersten Wettbewerbs, der im März 2006 an verschiedenen Orten im Ruhrgebiet ausgetragen wurde, waren:
- 1. Preis: Ewgeni Boschanow (Bulgarien)
- 2. Preis: Amir Tebenikhin (Kasachstan)
- 3. Preis: Pierre Mancinelli (Frankreich)

Einen Sonderpreis für das beste Zusammenspiel mit Orchester erhielt Amir Tebenikhin.
Die Jury setzte sich 2006 aus den Pianisten Andrea Bonatta, İdil Biret, Peter Froundjian, Kirill Gerstein, Andreas Groethuysen, Dang Thai Son, dem Komponisten Alexander Tschaikowski sowie den Musikjournalisten Eleonore Büning und Wolfram Goertz zusammen. Die Schirmherrschaft für 2006 übernahm der Pianist und Dirigent Vladimir Ashkenazy. Die künstlerische Leitung lag in den Händen des Pianisten und Dirigenten Boris Bloch, Professor an der Folkwang Hochschule.
Der 2. Internationale Carl-Bechstein-Klavierwettbewerb fand 2010 statt. Über weitere Wettbewerbe liegen keine Informationen vor.